# Басманов Петро Федорович
Петро Федорович Басманів (пом. 17 (27) травня 1606) - боярин і воєвода, старший син і онук відомих опричників, його батько Ф. Басманов був фаворитом Івана Грозного.
Батько Петра був страчений або відправлений на заслання за наказом Івана Грозного, після чого його мати — дворянка Басманова (уроджена Варвара Василівна Сіцька, племінниця покійної цариці Анастасії Романової) вдруге вийшла заміж за боярина, князя В. Голіцина або за одного з князів Іванів Костянтиновичів Курлятєвих, ймовірно, за старшого. У будь-якому разі вітчим виховав обох синів Басманова у своїй сім'ї, як рідних дітей.

## Біографія

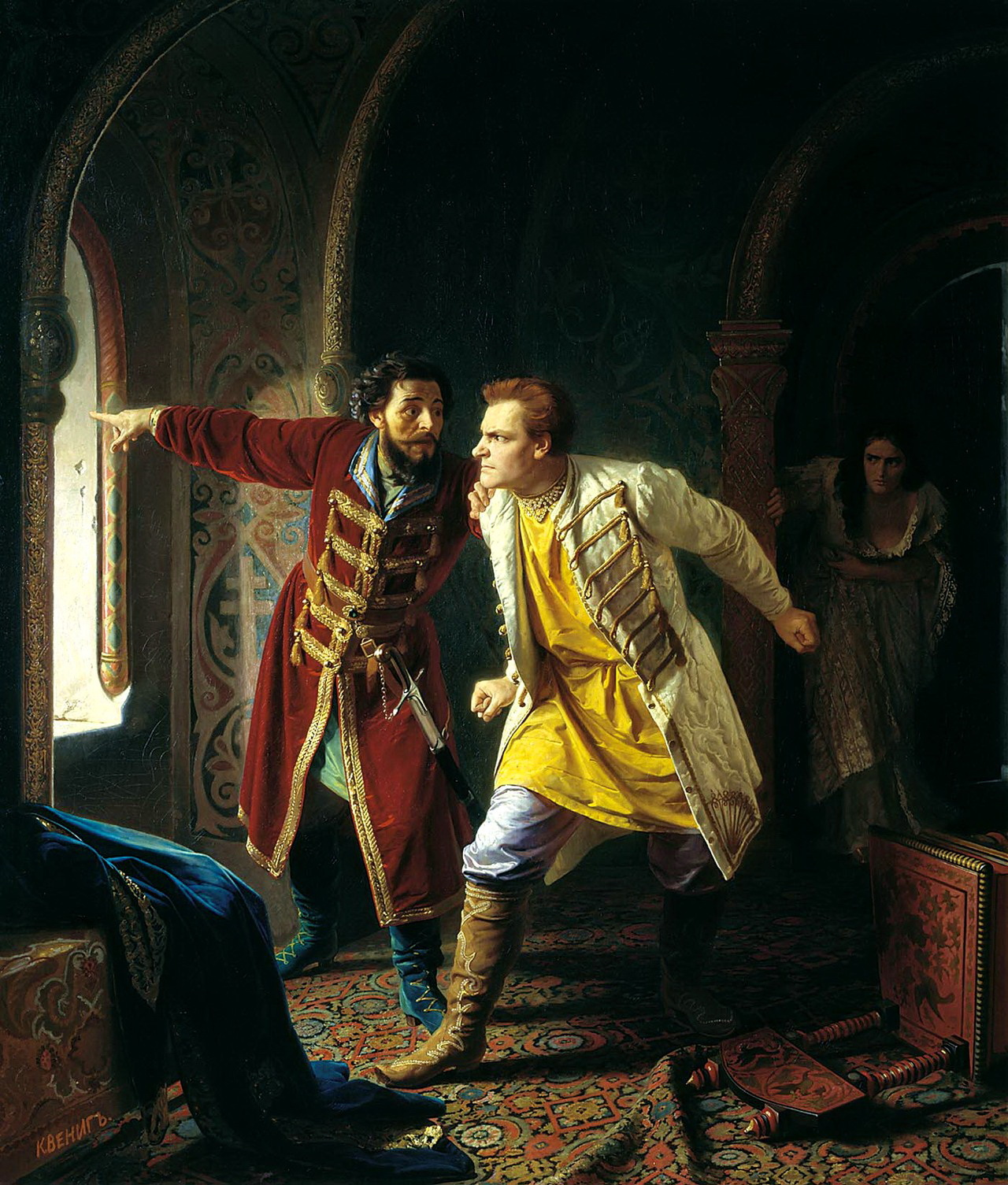
"Останні хвилини життя Лжедмитрія I", картина Карла Веніга, 1879 рік. Поруч із Лжедмитрієм зображений Басманов

Вперше згаданий в царській свиті в чині ринди під час походу до Нарви (1590), того ж року отримав чин стольника (з 1590 року). У квітні 1599 року привів передовий полк у Новісіль у зв'язку з нападом хана Кази-Гірея Бори на південний кордон, після чого керував будівництвом фортеці Валуйки. Пожалуваний в окольничі (з 1601 року), за Бориса Годунова зробив блискучу кар'єру, служачи при дворі і беручи участь у багатьох церемоніях. У 1603 році відправлений 1-м воєводою до Івангорода. Тоді ж із ним міснився 2-й воєвода князь Г. Ромодановський, але суперечку програв «і государ …Борис Федорович… вказав князю Григорію Ромодановському і надалі бути менше окольничого Петра Федоровича Басманова». У 1604 році за оборону Новгорода-Сіверського від військ Лжедмитрія I наданий в бояри і багато нагороджений царем Борисом - викликаний до Москви, для чого були послані власні сани царя, він був зустрінутий найзнатнішими боярами. З рук царських він отримав золоте блюдо з червінцями, безліч срібного посуду, багатий маєток, сан думного боярина та грошима 2 тисячі рублів (близько 10 мільйонів у сучасних грошах). Після смерті Годунова (квітень 1605) він присягнув новому цареві Федору Борисовичу Годунову і, спираючись на свої заслуги перед колишнім царем і підтримку боярства, намагався домогтися призначення головним воєводою над царським військом і положення єдиного царського радника. Однак і впливовий боярин з роду Годунових - С. Годунов домігся призначення на це місце свого зятя - князя А. Телятевського-Хрипуна, а Басманов був віддалений від двору і призначений другим воєводою царських військ, які брали в облогу зайняті прихильником Лжедмітрія, донським отаманом Корелою, місто Кроми. Тим часом за поняттями місництва Басманов, батько якого за Івана Грозного обіймав вищу посаду, ніж дід Телятевського, бачив у цьому смертельну образу своєї честі. Образа підштовхнула Басманова до зради Годунових. 7 травня 1605 року Басманов раптово перейшов на бік самозванця і був включений до складу його уряду. Своєю зрадою Басманов відкрив Лжедмитрію шлях до Москви. Важливу роль у зраді відіграла близька кревність Басманова з ініціаторами змови під Кромами — князями Голіциними. Надалі Басманов був одним із найближчих сподвижників Лжедмитрія до останньої хвилини. У 1606 р. Басманов під час повстання москвичів з шаблею в руках став у дверях, загородивши вхід до Лжедмитрія, але був убитий М. Татищевим. Слідом був убитий і Лжедмитрій. Голі трупи Басманова і самозванця були виставлені на загальний огляд на Лобному місці.
|  | Покійного Дмитра, мертвого і голого, протягли повз монастир імператриці - його матері - до площі ... і поклали сказаного Дмитра на стіл довжиною близько аршина, так що голова звисала з одного боку і ноги - з іншого, а сказаного Петра Басманова поклали під сказаний стіл. Жак Маржерет. |

Тільки за кілька днів його зведений брат князь Голіцин отримав дозвіл поховати тіло. Нащадків не залишив, на тому закінчивши історію роду Басманових.

## У мистецтві
Петро Басманов одна із дійових осіб трагедії О. Пушкіна "Борис Годунов". У знятому за нею однойменному фільмі (режисер Сергій Бондарчук) роль Басманова виконав Анатолій Васильєв.